# Ben Macdui
Ben Macdui (gael. Beinn Mac Duibh) – szczyt w paśmie Cairngorm, w Grampianach Wschodnich. Leży w Szkocji, na granicy Aberdeenshire i Moray. Jest to najwyższy szczyt Cairngorm i drugi co do wysokości w Szkocji. 